# Effectif actuel des Penguins de Pittsburgh
| No    | Nom                   | Nat. | Position      | Arrivée                          |
| ----- | --------------------- | ---- | ------------- | -------------------------------- |
| +001, | Alexander Nedeljkovic |      | Gardien       | 2023 - Agent libre               |
| +035, | Tristan Jarry         |      | Gardien       | 2013 - Repêchage                 |
| +002, | Chad Ruhwedel         |      | Défenseur     | 2016 - Agent libre               |
| +007, | John Ludvig           |      | Défenseur     | 2023 - Agent libre               |
| +028, | Marcus Pettersson     |      | Défenseur     | 2018 - Ducks d'Anaheim           |
| +058, | Kristopher Letang – A |      | Défenseur     | 2005 - Repêchage                 |
| +065, | Erik Karlsson         |      | Défenseur     | 2023 - Sharks de San José        |
| +073, | Pierre-Olivier Joseph |      | Défenseur     | 2019 - Coyotes de l'Arizona      |
| +008, | Michael Bunting       |      | Ailier gauche | 2024 - Hurricanes de la Caroline |
| +010, | Drew O'Connor         |      | Ailier gauche | 2020 - agent libre               |
| +017, | Bryan Rust            |      | Ailier droit  | 2010 - Repêchage                 |
| +018, | Jesse Puljujärvi      |      | Ailier gauche | 2024 - Hurricanes de la Caroline |
| +019, | Reilly Smith          |      | Ailier droit  | 2023 - Golden Knights de Vegas   |
| +023, | Brock McGinn          |      | Ailier gauche | 2021 - Hurricanes de la Caroline |
| +020, | Lars Eller            |      | Centre        | 2023 - Agent libre               |
| +043, | Jansen Harkins        |      | Ailier        | 2023 - Agent libre               |
| +044, | Jonathan Gruden       |      | Centre        | 2020 - Agent libre               |
| +036, | Valtteri Puustinen    |      | Ailier droit  | 2019 - Repêchage                 |
| +052, | Emil Bemström         |      | Ailier droit  | 2024 - Blue Jackets de Columbus  |
| +055, | Noel Acciari          |      | Centre        | 2023 - Agent libre               |
| +067, | Rickard Rakell        |      | Ailier droit  | 2022 - Ducks d'Anaheim           |
| +071, | Ievgueni Malkine – A  |      | Centre        | 2004 - Repêchage                 |
| +077, | Jeffrey Carter – A    |      | Centre        | 2021 - Kings de Los Angeles      |
| +083, | Matt Nieto            |      | Ailier gauche | 2023 - Agent libre               |
| +087, | Sidney Crosby – C     |      | Centre        | 2005 - Repêchage                 |